# Perdita floridensis
Perdita floridensis är en biart som beskrevs av Timberlake 1928. Perdita floridensis ingår i släktet Perdita och familjen grävbin. Inga underarter finns listade i Catalogue of Life.